# Стена генеральных откупщиков

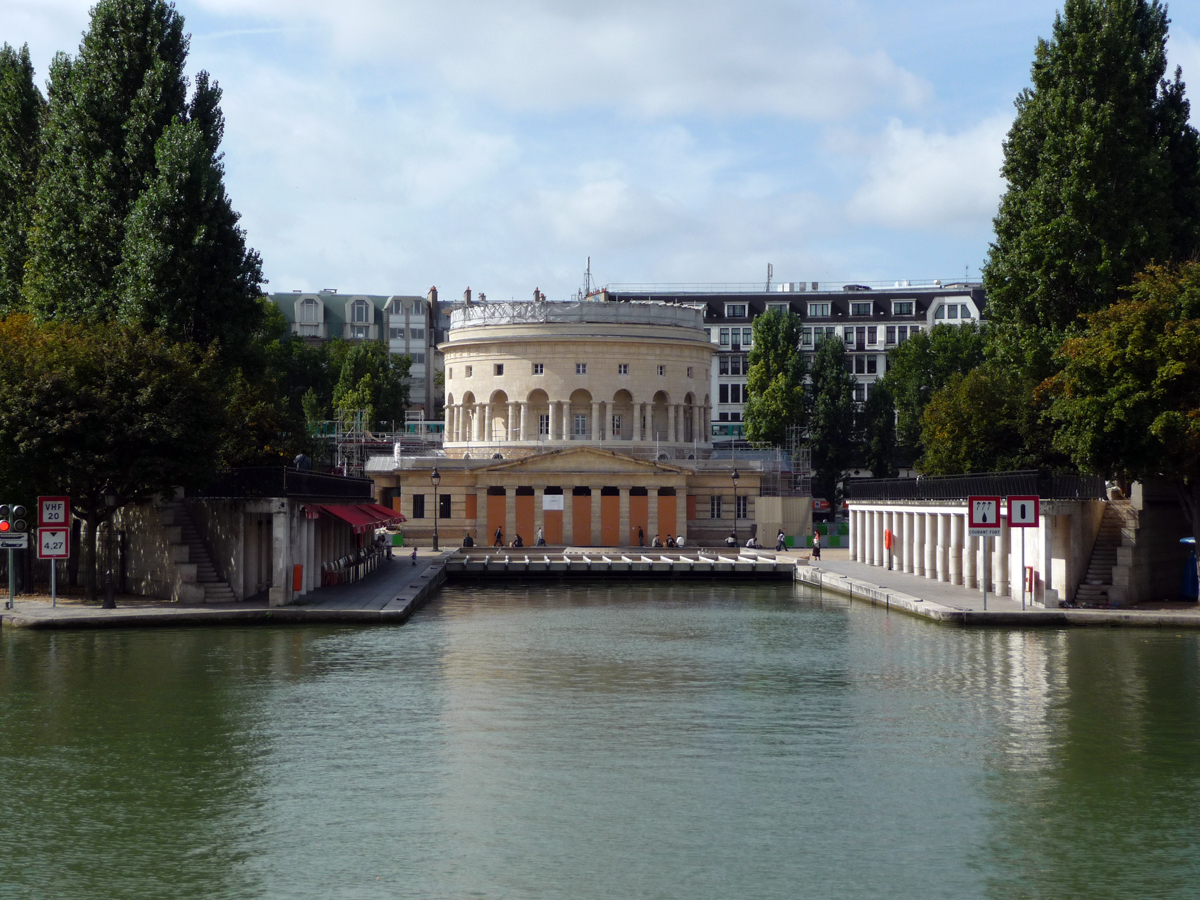
Лавилетская ротонда — сохранившееся здание от стены откупщиков, арх. Леду, Сталинградская площадь, 19-й городской округ

Стена́ генера́льных откупщико́в (фр. enceinte des Fermiers généraux) — ныне не существующая стена вокруг Парижа, возведённая в 1784—1790 годах и разобранная в 1860 году во время реконструкции Парижа; предпоследняя из последовательно сменявших друг друга городских стен Парижа.
В 1782 году «Главный откуп» (Ferme générale) предложил королю Людовику XVI опоясать Париж новой стеной, сделав проходы исключительно для провоза товаров, необходимых для потребления жителями столицы. Проект был одобрен, стена была возведена, что позволило откупщикам почти полностью контролировать ввоз товаров в столицу и взимать соответствующую мзду. Таможенно-налоговая функция стены сделала её очень непопулярной среди французов («от стены, замуровавшей Париж, стенает Париж» — «Le mur, murant Paris, rend Paris murmurant»).
Проходы в стене назывались барьерами. Большинство барьеров были оборудованы специально выстроенными зданиями (таможнями) архитектора Леду. Постройки, украшенные колоннадами, называются «пропилеями Леду».

## Сохранившиеся постройки
- Шартрская ротонда (Ротонда Монсо) в VIII округе
- Лавилетская ротонда[фр.] (ротонда Сен-Мартен) в XIX округе
- Барьер-дю-Трон[фр.] (барьер де Венсен) в XI округе
- Барьер д’Анфер[фр.] в XIV округе